# 蝴蝶 (2007年電影)
《蝴蝶》（英語：Soul of A Demon）是一部於2007年由張作驥所執導的電影，該電影獲選入第58屆柏林影展電影大觀單元，並為第44屆金馬影展與第32屆香港國際電影節開幕片。

## 劇情
一哲為了頂替過失殺人的弟弟阿仁而入獄三年，父親則帶著阿仁逃至日本避禍。出獄返家的一哲重回家鄉南方澳，內心充滿著苦悶與恨意的他，對於拋家棄子赴日的父親感到不滿、對投海自殺的母親感到悲憤、對衝動不理智的弟弟阿仁感到擔憂，一哲還必須面對父親與地方幫派間糾纏不清的恩怨。

## 外部連結
- 互联网电影数据库（IMDb）上《蝴蝶》的资料（英文）
- Yahoo奇摩電影上《蝴蝶》的資料（繁體中文）
- 香港影庫上《蝴蝶》的資料（繁體中文）